# میراندا (فیلم ۱۹۴۸)
میراندا (انگلیسی: Miranda) فیلمی بریتانیایی در سبک کمدی رمانتیک و فانتزی به کارگردانی کن آناکین است که در سال ۱۹۴۸ منتشر شد. از بازیگران آن می‌توان به گلینیس جونز، مارگارت رادرفورد، دیوید تاملینسون و زنا مارشال اشاره کرد.